# 松山あおい
松山 あおい（まつやま あおい、1993年（平成5年）10月10日 - ）は、日本の女性アイドル、タレント。埼玉県出身。都内を中心に活動するソロアイドル。職業「クリエイティブうたのおねえさん」を自称するが、歌で楽しませることができれば、アイドルでも歌手でも呼ばれ方にこだわりはない。アニメーション監督、キャラクターデザイナーとしても活動。

## 略歴
幼少時からアニメソングが好きで、アニメソングシンガーを目指し、高校在学中から数々のオーディションを受け、落ち続ける。卒業後もゲームセンターでアルバイトをしながらオーディションに落ち焦ったが、2013年にスカウトにより事務所に所属してアイドル活動を始める。最初の仕事はカバー曲をイベントスペースで歌う底辺のようなステージだった。アイドル文化も全く知らなかったため、事務所に言われるがままにストリートで歌唱。街頭で見向きもされない毎日は3年から4年は続いた。この時期のファンは1ステージ3、4人。事務所から音楽アルバムを作るために100万円を用意しろと促され、不信感を持ち事務所を退所。この時期の過酷さがメンタルを強靭にした。
2014年1月18日に公式Twitter開始。同年4月27日、「ニコニコ超会議３」（幕張メッセ）に一般参加枠で出場。「世界はピーポー（超ムゲン大MIX）」を歌唱した。8月31日、Youtubeチャンネル開設。
2015年4月25日、「ニコニコ超会議2015」に出場。「ハッピージャムジャム」を歌唱した。5月5日、「ニコニコ歌合戦」に出場。「世界はピーポー」「Wonderful Rush」を歌唱した。10月18日、オリジナル曲「Twinkle Love」発売。カップリング曲「Sugar Yankee」。
2016年10月23日、1stワンマンライブ『15Days』をJ-POP CAFE SHIBUYAで開催。80人を動員する。
2017年5月1日、公式サイト開設。6月7日、 @JAM EXPO出演オーディションをきっかけにSHOWROOM配信開始。7月11日、地上波テレビ朝日系列全国ネット「musicる TV」で密着番組を放送。9月28日、KONAMI音楽アーケードゲーム・ポップンミュージックに歌唱楽曲「願いのカケラ」が採用。10月10日、2ndワンマンライブ『チャレンジ!!』を秋葉原ZESTで開催。
2018年1月7日、 「新年あけましておねえさん～突然のおねえさんクッキングレコ発ライブ」を秋葉原ZESTで開催。29日にワンマンライブ『みんなとなら、きっとできる』を開催。5月6日、 ビバラポップでさいたまスーパーアリーナのメインステージに立つ。5月24日、KONAMI音楽アーケードゲーム・ポップンミュージック「おいかけっこワールド」配信開始。6月20日、KONAMI音楽アーケードゲーム・ポップンミュージック「君も天真爛漫」配信開始。
7月12日、 BS12放送ミッションワンマンライブ『松山あおい物語』を渋谷Gladで開催。
10月10日、3rdワンマンライブ『おねえさん25さい』を代官山SPACE ODDで開催。12月15日、公開映画『ほっぷすてっぷじゃんぷッ！』の主題歌に「1,2,3 LOVE FOREVER♡」決定。
2019年1月3日、公式インスタグラム開設。1月12日、新木場STUDIO COASTで開催されたオールナイトのアニソンイベント『Re:animation 13 in ageHa』に出演。このイベントでi☆Risの澁谷梓希と旧友である事が明らかになる。2月6日、バレンタインワンマンライブを渋谷Gladで開催。2月13日、「1.2.3 LOVE FOREVER♡」リリース。
自分でアニメを作って、そこで歌えばアニメソングシンガーになれるのではないかと考え、同年6月7日、CAMPFIREでクラウドファインディング、オリジナルTVアニメ「松山あおい物語」制作プロジェクトを開始。結果400万円を集め、テレビ埼玉の放送枠を枠買いした。7月10日、不定期ワンマンライブを渋谷Gladで開催。9月27日、水着グラビアイメージDVD『おねえさんとパオパオしよ？ 』をスパイスビジュアルから発売。以降、グラビアアイドルとしても活動する。10月5日、テレビ埼玉の放送枠を購入して限界アニメ「松山あおい物語」放送開始。10月10日、限界アニメ「松山あおい物語」の主題歌「おねえさん動物園」発売開始。同日、レコ発記念の生誕ワンマンライブをAKIBAカルチャーズ劇場にて開催。
2020年2月22日、オリジナル2ndアルバム「あおい中毒×絶対限界宣言」発売開始。同日、TVアニメ「限界アニメ松山あおい物語」全12話DVDを発売開始。8月14,15日、開催されたニコニコネット超会議2020夏「超歌ってみた」の番組MC。10月11日、強すぎる 限界アニメ『松山あおい物語』テレビアニメ第二期記念スペシャルコンサートをさいたま市民会館おおみや小ホールで開催。
2022年、「TOKYO IDOL FESTIVAL 2022全国選抜LIVEソロブロック」で勝ち抜き、TOKYO IDOL FESTIVAL 2022でTIF初出演。

## 人物
- 全体的に作ることが好きなため「クリエイティブうたのおねえさん」がキャッチコピー。
- 作ることは作詞・作曲、衣装、グッズ、アニメ製作などのセルフプロデュース全体に渡る。
- 服飾系専門学校を卒業。スカウトによりアイドル活動を始めるも、地下アイドルの現実を知り、その後路上ライブで活動を活発化させる。
- 愛称は「おねえさん」。
- ファンの愛称は「15組」（いちごぐみ）。
- 現在の夢は「世界調教」。
- 一時期、SHOWROOMにおいて毎日配信を心掛け、ファンを飽きさせないよう筋トレ、料理、ゲーム配信などを行い、それらが趣味にもなっている。なお、アンチは「『じゃあ来んなよ！』ってブロックしてバイバイ」という姿勢[4]。

## 作品

### シングル
- Twinkle Love（2015年10月18日）カップリング曲「Sugar Yankee」。
- 15Days（2016年7月29日）

### アルバム
- 物語（2018年1月29日）

### イメージビデオ
- おねえさんとパオパオしよ（2019年9月27日、スパイスビジュアル）[3]

## 出演

### テレビ
- 2018年5/10から全4回、衛星放送BS12で密着ドキュメンタリー番組「松山あおい物語」放送。

### ウェブテレビ
- 矢口真里の火曜The NIGHT（2022年10月5日、10月19日[5]、11月16日[6]、ABEMA）

### ラジオ
- UP-T Presents 松山あおいの限界ラジオ（2024年1月15日、MROラジオ）[7]

### ウェブラジオ
- 松山あおいと小粒の「ふたりとあそぼ」（2023年、RopEar）[8]